# Dulce María
Dulce María (n. Dulce María Espinosa Saviñón, 6 decembrie 1985) este o cântăreață, actriță și compozitoare mexicană.

## Biografie
Dulce María s-a născut în Ciudad de México. Fata lui Fernando Espinoza și Blanca Saviñon . Este de asemenea nepoata lui Frida Kahlo. În timpul copilăriei s-a interesat de actorie și mama ei a început să o ducă la casting-uri pentru reclame și telenovele.Prima reclamă a fost una pentru ciocolată în 1990 la vârsta de 5 ani, apoi la vârsta de 8 ani a participat la emisiunea pentru copii Plaza Sesame, la puțin timp după, participând la El Club de Gaby și muncind la Discovery Kids.. Mai târziu a interpretat roluri în producții ca Retrato de familia și El vuelo del águilaalaturi de Patricia Reyes Spíndola, unde a interpretat personajul Delfina unul dintre personajele importante și a lucrat în primul ei film numit Quimera. Din punct de vedere muzical și-a început cariera în formația Kids în care a cântat melodii precum : La Mejor De Tus Sonrisas și Prende El Switch. Mai târziu s-a alăturat formației Jeans care a promovat albumul Cuarto din care se desprinde melodia Entre Azul y Buenas Noches cât și ,,Corazon Confidente.
În anul 2002, la puțin timp după ce a părăsit formația Jeans, a făcut parte din ditribuția  Clase 406, telenovela în care a primit pentru prima oară un rol principal și în care i-a cunoscut pentru prima dată pe cei ce urmau mai târziu să-i fie colegi în telenovela,,Rebelde,dar și colegi de trupă RBD.
Din punct de vedere cinematografic ,Dulce Maria a realizat un scurt-metraj numit “Quimera” alături de Sherlyn. De asemenea a mai participat într-un film numit Inesperado Amor în care este tratată tema drogurilor și în care a împărțit succesul cu Anahi.
Dulce Maria a participat la numeroase telenovele: Retrato de Familia (1995), Alondra (1995), El Vuelo Del Águila (1996), Uraganul (1998), DKDA Sueños de Juventud (1999), Primer Amor... A Mil Por Hora (2000), Locura de Amor (Dragoste nebună) (2000), Siempre Te Amaré (2000), Clase 406 (2002), Rebelde (2004), " RBD-La Familia" (2007), Verano de amor (2008-2009).
Dulce a devenit mai faimoasă după ce a debutat în RBD și în telenovela Rebelde care a fost o poveste de mare succes ce a cucerit o mare parte din Europa, America de Nord și întreaga Americă de Sud. În telenovela ,,Rebelde a jucat personajul rebelei Roberta Pardo. Alături de trupa  RBD a vândut peste 78 milioane albume, peste 82 articole promoționale și peste 3 miliarde de descărcări digitale.
În anul 2009, după despărțirea de RBD, Dulce a avut o colaborare cu Akon la melodia Beautiful, unde au făcut și un videoclip și ea alături de Anahi și Tiziano Ferro au lansat o melodie ce se numește "El regalo mas grande".
După despărțirea de RBD,Dulce Maria și-a lansat prima parte a albumului Extranjera care conține melodii foarte cunoscute precum: Inevitable,Extranjera,Sin ti,No se parece,Vacaciones,Luna,A sangre fria,Ingenua,El hechizo.Care deja au devenit hituri.Dulce a lansat în februarie și partea secundară a albumului ce conține piesele:Ya no,24/7,Pensando en ti,Nunca,¿Quién Serás?,Irremediablemente și Dicen.După despărțirea de RBD,Dulce a filmat și două videoclipuri una pentru piesa Inevitable,care are un succes răsunător și una pentru Ya no care merge pe urmele succesului melodiei Inevitable.A 2 parte a albumului este vândută ca pâinea caldă în sute de țări,iar videoclipul Ingenua sparge recorduri! De când este pe cont propriu Dulce Maria a vândut peste 3 milioane de albume și a primit mai multe discuri de platină!

## Filmografie
| Ani       | Titlu                         | Rol                               |
| --------- | ----------------------------- | --------------------------------- |
| 1994      | El Vuelo del Águila           | Delfina Ortega de Díaz            |
| 1995      | Retrato de Familia            | Elvira Preciado                   |
| 1997      | Infierno en el Paraíso        | Dariana Valdivia                  |
| 1998      | Huracán                       | Rosio Medina                      |
| 1999      | Nunca te Olvidaré             | Silvia Requena Ortiz (young)      |
| 1999      | Sueños de Juventud            | Mary Cejitas                      |
| 2000      | Primer Amor... A Mil Por Hora | Brittany                          |
| 2001      | Locura de Amor                | Ximena                            |
| 2002–2003 | Clase 406                     | Marcela Mejia                     |
| 2004–2006 | Rebelde                       | Roberta Alejandra María Pardo Rey |
| 2009      | Verano de Amor                | Miranda Perea Olmos               |
| 2012      | Miss XV                       | Herself                           |
| 2012      | Rebelde                       | Herself                           |
| 2013      | Mentir Para Vivir             | Jaqui                             |

| An   | Titlu                       | Rol           | Note        |
| ---- | --------------------------- | ------------- | ----------- |
| 1997 | Desilusiones                | Desilucionada |             |
| 1997 | Juguito de Ciruela          | Julieta Luna  |             |
| 1999 | Inesperado Amor             | Lorena        |             |
| 2000 | Bienvenida al Clan          | Aleshaí       |             |
| 2007 | El Agente 00-P2             | Molly Cocatú  | (voce doar) |
| 2011 | ¿Alguien Ha Visto A Lupita? | Lupita        |             |
| 2013 | Quiero Ser Fiel             | Carla Martín  |             |

| An        | Titlu              | Rol     | Note                             |
| --------- | ------------------ | ------- | -------------------------------- |
| 1993–1995 | Plaza Sésamo       | Herself | Spanish version of Sesame Street |
| 2007      | RBD: La Familia    | Dul     | 13 episodes (Lead Role)          |
| 2010      | Mujeres Asesinas 3 | Eliana  | Season 3, Ep. Eliana Cuñada      |

## Discografie Solo

### Studio EPs
- 2010: Extranjera Primera Parte
- 2011: Extranjera Segunda Parte

## Single-uri

### Solo
- 2009: Verano
- 2009: Déjame Ser (Promotional)
- 2010: Inevitable
- 2010: Ya No
- 2011: Ingenua
- 2012: Es Un Drama

### Colaborări
- 2009: "El Regalo Màs Grande" (cu Tiziano Ferro si Anahí)
- 2009: "Beautiful" (cu Akon)
- 2010: "Inevitable" (cu Juan Magán)
- 2010: "Inevitable" (cu J-King and Maximan)
- 2010: "Navidad Navidad" (cu Chino and Nacho)
- 2012: "Te Sigue Esperando Mi Corazón" (cu Rio Roma)
- 2013: "Wake Up Beside Me" (cu Basshunter)

## Cărți
- Dulce Amargo (2007)

## Compoziții
| An   | Cantec             | Artist       | Album                                      |
| ---- | ------------------ | ------------ | ------------------------------------------ |
| 2007 | Quiero Poder       | RBD          | RBD: La Familia                            |
| 2007 | Te Daría Todo      | RBD          | Empezar Desde Cero                         |
| 2009 | Más Tuya Que Mía   | RBD          | Para Olvidarte de Mí                       |
| 2009 | Lágrimas Perdidas  | RBD          | Para Olvidarte de Mí                       |
| 2009 | Déjame Ser         | Dulce María  | Verano de Amor                             |
| 2009 | Quiero Mi Vida     | Bknis        | Verano de Amor                             |
| 2010 | Llévame            | Dulce María  | Unreleased track from Para Olvidarte de Mí |
| 2010 | Donde Sale el Sol  | Paulina Goto | Paulina Goto                               |
| 2010 | Sin Ti             | Dulce María  |                                            |
| 2010 | Mi Guerra y Mi Paz | Dulce María  |                                            |
| 2010 | Inevitable         | Dulce María  | Extranjera                                 |
| 2010 | Luna               | Dulce María  | Extranjera                                 |
| 2011 | Dicen              | Dulce María  | Extranjera Segunda Parte                   |
| 2011 | 24/7               | Dulce María  | Extranjera Segunda Parte                   |
| 2011 | Quien Serás?       | Dulce María  | Extranjera Segunda Parte                   |
| 2012 | Reloj de Arena     | Dulce María  |                                            |